# Pauline von Metternich

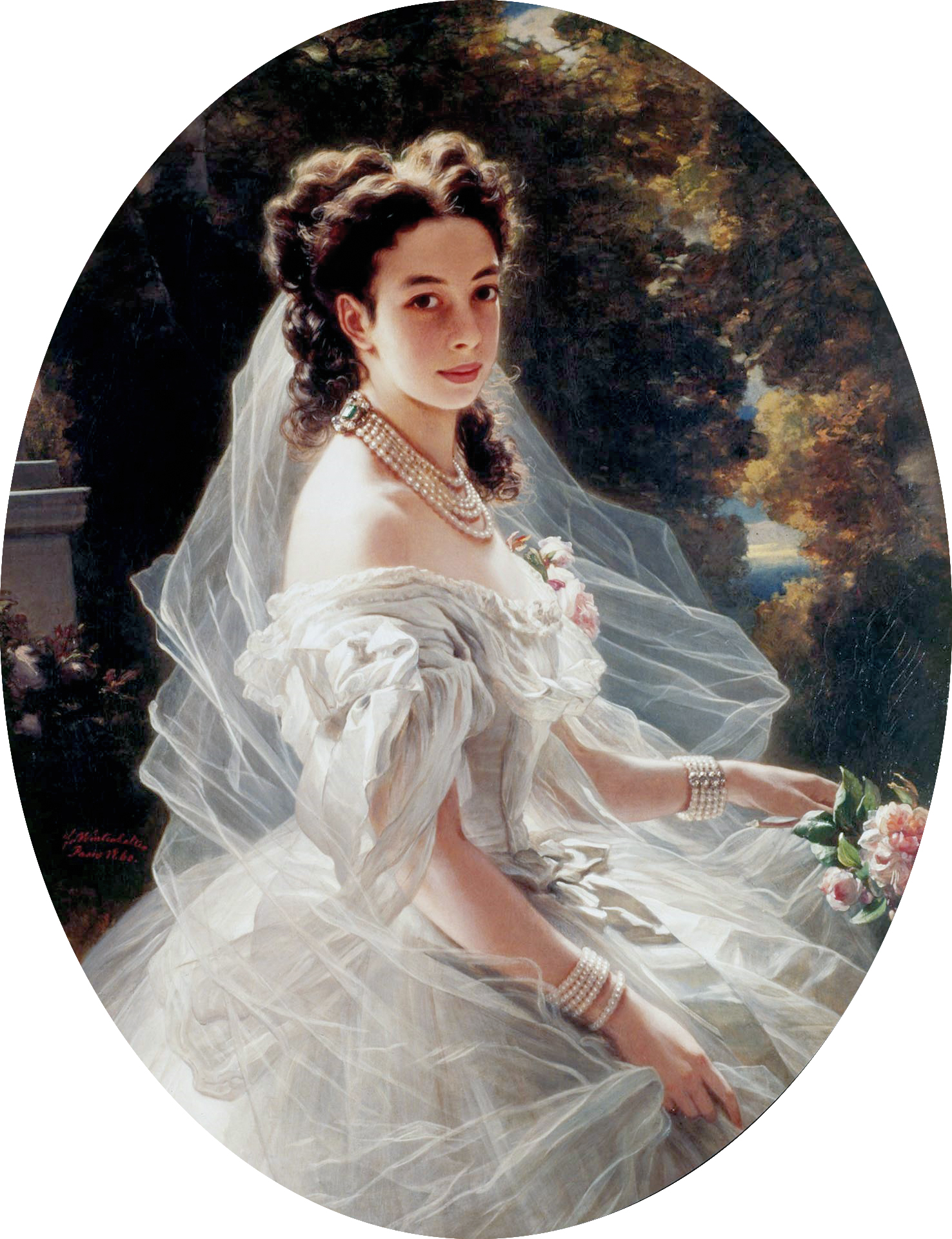
Fürstin Pauline Metternich. Gemälde von Franz Xaver Winterhalter, 1860

Pauline Clementine Marie Walburga Fürstin von Metternich-Winneburg zu Beilstein, geborene Gräfin Sándor von Szlavnicza, (* 25. Februar 1836 in Wien; † 28. September 1921 ebenda) war eine österreichische Salonnière, die vor allem in Paris und Wien wirkte.

## Leben

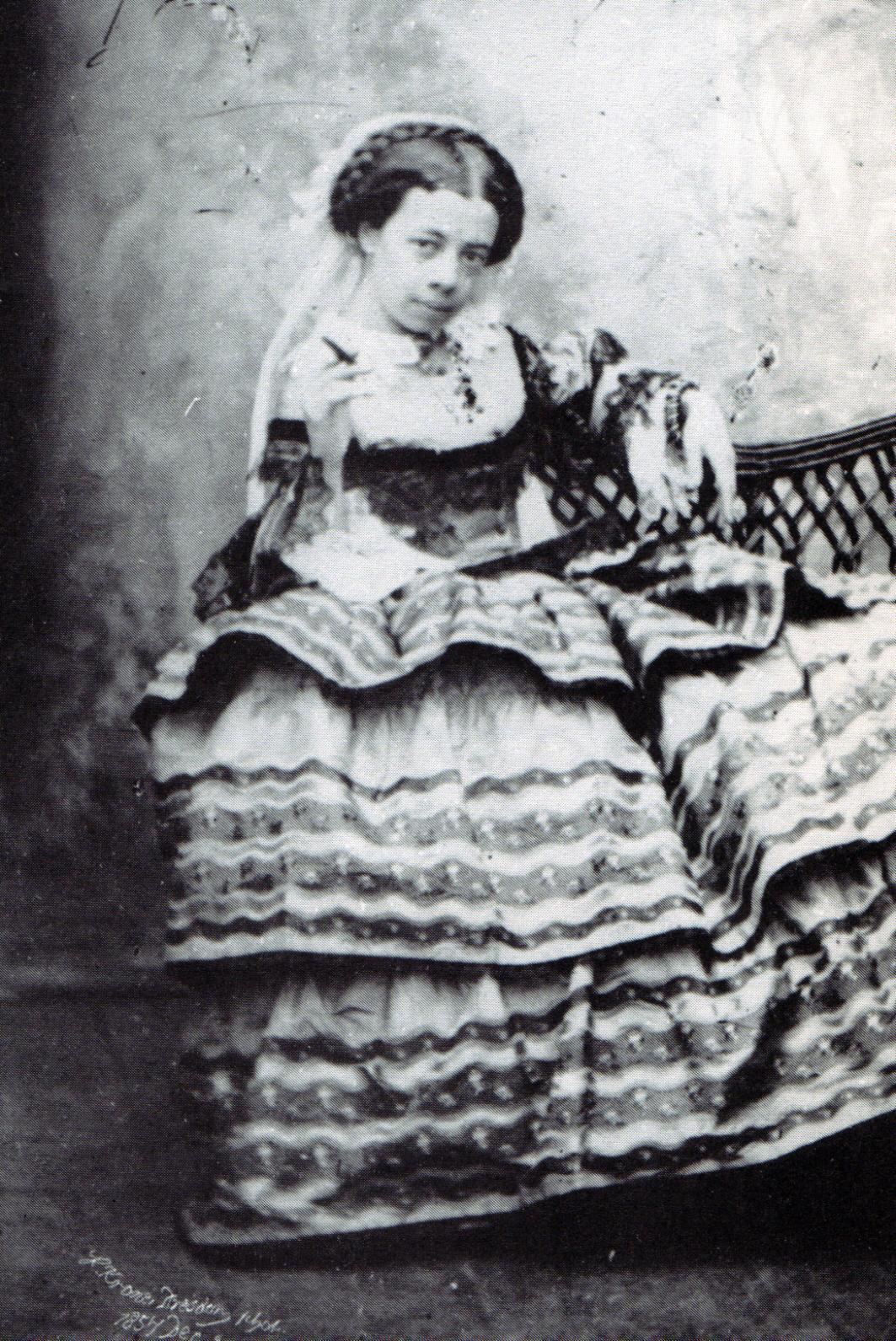
Pauline Gräfin von Sándor. Daguerreotypie von Hermann Krone, 31. Dezember 1854

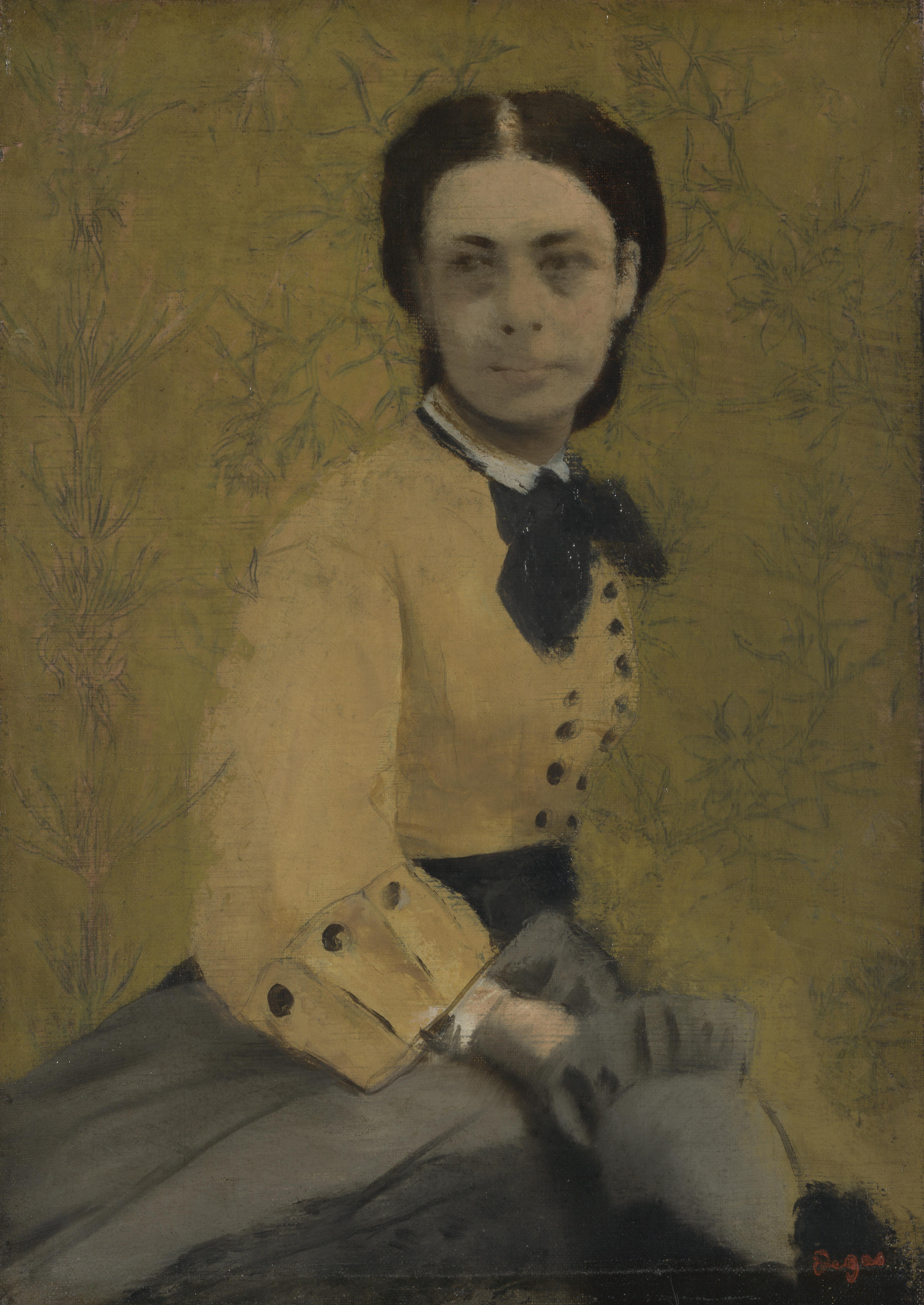
Fürstin Metternich. Gemälde von Edgar Degas, 1865

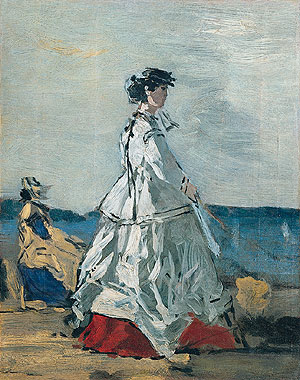
Fürstin Metternich am Strand. Gemälde von Eugène Boudin, um 1865

Pauline von Metternich war die einzige Tochter des ungarischen Grafen Móric (Moritz) Sándor von Szlavnicza (1805–1878), der bekannt war für seine verwegenen Reitkunststücke. Ihre Mutter, Prinzessin Leontine von Metternich-Winneburg (1811–1861), war eine Tochter aus der ersten Ehe des Staatskanzlers Klemens Wenzel Lothar von Metternich (1773–1859). 
Sie heiratete 1856 ihren Onkel Richard Klemens Fürst Metternich (1829–1895), wodurch ihr noch lebender Großvater, der alte Fürst Klemens, zugleich ihr Schwiegervater wurde. Seit 1856 Gesandter in Dresden mit Zuständigkeit für alle sächsischen Staaten, war Richard von 1859 bis 1871 österreichischer Botschafter in Paris, wo seine Frau jeweils eine führende Rolle im gesellschaftlichen Leben spielte. Besonders berühmt und stilbildend wurde ihr Salon im Paris des Zweiten Kaiserreiches, der eine ganze Generation von Salonnièren und Salons prägen sollte. 1871 kehrte das Paar nach Wien zurück. Pauline übernahm dort bald die Rolle der führenden Salonnière, welche bis dahin die 1873 verstorbene Fürstin Eleonore (Lore) Schwarzenberg, Gemahlin des Fürsten Johann Adolf, jahrzehntelang gespielt hatte. Fürstin Pauline war in ihrem Benehmen, ihren Liebhabereien und in ihrem Auftreten sowie auch in ihrer Gesinnung anders als die meisten anderen Damen der Hofgesellschaft. Sie war originell und schlagfertig, hatte Witz und amüsante Einfälle, ihre Sprache wurde als „offen, oft recht rücksichtslos“ geschildert.  Legendär wurde ihr angebliches Duell mit Gräfin Kielmansegg.

## Gesellschaftliche Rolle

### Einsatz für Wagner
Als „Botschafterin“ (im sprachlichen Verständnis der Zeit die Ehefrau des Botschafters) in Paris spielte sie eine große Rolle als Salonnière und „grande dame“. Mit Kaiser Napoléon III. und Kaiserin Eugénie war sie eng befreundet. Der Kaiser, den Frauen ebenso körperlich wie intellektuell zugetan, verehrte sie sehr und setzte sich ihr zuliebe für die in der Pariser Gesellschaft am Vorabend des Deutsch-Französischen Krieges hoch umstrittenen Werke Richard Wagners ein; auf ihre Initiative hin befahl er 1861 regelrecht die Aufführung des Tannhäuser an der Pariser Oper. Ihr Engagement für Wagner regte den Komponisten im Rückblick zu dem Bonmot an, zwei Kaiser hätten ihn „aus Courtoisie unterstützt“: Napoléon III. wegen der Fürstin Metternich, Kaiser Wilhelm I. wegen der Gräfin Schleinitz.
Im Sommer 1892 veranstaltete die Fürstin Pauline Metternich im Wiener Prater eine Internationale Musik- und Theaterausstellung. Museen und Privatsammlungen aus aller Welt stellten dazu Objekte mit Bezug auf Musik, Theater und Tanz zur Verfügung, darunter zahlreiche historische Musikinstrumente und Partituren. In einem Ausstellungstheater gab die Comédie-Française die Verkaufte Braut von Smetana als Erstaufführung, Pietro Mascagni dirigierte seine italienischen Opern, das Deutsche Theater Berlin brachte Aufführungen mit Josef Kainz und Else Lehmann, der Baron Othon de Bourgoing, im Wiener Palais Bourgoing lebender französischer Gesandter, inszenierte gemeinsam mit Heinrich Lefler das Ballett Die Donaunixe.
Der Komponist Johann Strauss (Sohn) widmete ihr den Walzer Wiener Bonbons, op. 307, der Komponist Carl Michael Ziehrer widmete ihr ehrenhalber die Metternich-Gavotte, op. 378.

### Philanthropisches Engagement
Doch nicht nur auf künstlerischem Gebiet wirkte Pauline innovativ: Sie initiierte auch den Blumenkorso auf der Hauptallee im Prater und unterstützte den Betrieb der Poliklinik in Wien. Wegen ihres sozialen Engagements und ihrer resoluten Art wurde sie beim Volk sehr beliebt und erhielt den Kosenamen „Fürstin Paulin“; für ihre Klatschlust berühmt, erhielt sie außerdem den Spitznamen „Mauline Petternich“. Zeit ihres Lebens war die Fürstin für ihre Intelligenz und Schönheit berühmt und wurde von Künstlern wie Edgar Degas und Eugène Boudin porträtiert. Nach dem Tod der Kaiserin Elisabeth nahm sie eine quasi-offizielle Stellung als „grande dame“ von Wien ein, eine Position, die sie später mit der Tochter ihrer engsten Freundin, Fürstin Nora Fugger, teilte. Auch gesellschaftlich wirkte sie innovativ, indem sie der aus ihrer Pariser Zeit befreundeten Familie Rothschild Zutritt in Kreisen des österreichischen Adels verschaffte, insbesondere ihrem Freund Baron Nathaniel Rothschild.
In Wien bewohnte sie das Palais Metternich-Sándor im 3. Bezirk, wo sie ihren berühmten Cercle hielt.
Sie wurde am Hietzinger Friedhof bestattet. Seit 1908 ist das Palais Metternich Sitz der Italienischen Botschaft in Wien.

### Pauline von Metternich und Kaiserin Elisabeth
Die regelrechte Feindschaft zwischen Pauline und der Kaiserin Elisabeth war bei Hof kein Geheimnis und wurde geradezu mit Genugtuung verfolgt. Die Hofgesellschaft nützte jede Gelegenheit aus, um die Kaiserin gegen Pauline Metternich bloßzustellen. Denn Elisabeth stammte nur von einem Nebenzweig der königlich bayerischen Familie und war dem Hause Habsburg nicht voll ebenbürtig; da aber gerade am österreichischen Hof, wo standesherrliche Familien den Ton angaben, auf Ebenbürtigkeit besonderer Wert gelegt wurde, nützten die Höflinge diese „Schwäche“ gnadenlos aus. Pauline meinte, Elisabeth passe nicht in die Rolle einer Kaiserin, und übernahm kurzerhand deren Pflichten, unter anderem das Organisieren von großen Wohltätigkeitsfesten, bei denen sie hohe Geldspenden einsammelte, und das Vorführen der aktuellen Mode.
So wie in Frankreich Kaiserin Eugénie den Ton in Fragen Mode angab, war das in Wien Pauline Metternich und nicht die Kaiserin, der das gerade recht war, da sie alle Repräsentationsaufgaben hasste. Pauline führte den Hauptkampf gegen die als immer unbequemer empfundene Krinoline, wurde von der Kaiserin jedoch verhöhnt, weil sie sich überreichlich mit Schminke und „Flitter“ schmückte, was die Monarchin für sich selbst strikt ablehnte. Auch in Gesellschaftsfragen unterschieden sich die beiden Frauen: Während Elisabeth keinen Wert auf gesellschaftlichen Rang legte, umgab sich Pauline Metternich vor allem mit der hohen Aristokratie, öffnete aber ihren Salon auch für die so genannte Zweite Gesellschaft, beispielsweise für Angehörige des Hauses Rothschild, das als Finanzier des Kaiserhauses eine Rolle spielte.

## Nachkommen
Pauline und Richard von Metternich hatten drei Töchter:
- Sophie Prinzessin von Metternich-Winneburg (1857–1941)
- Antoinette Pascalina Prinzessin Metternich-Sándor von Winneburg (1862–1890)
- Klementine Marie Prinzessin Metternich-Sándor von Winneburg (1870–1963)

## Ehrung

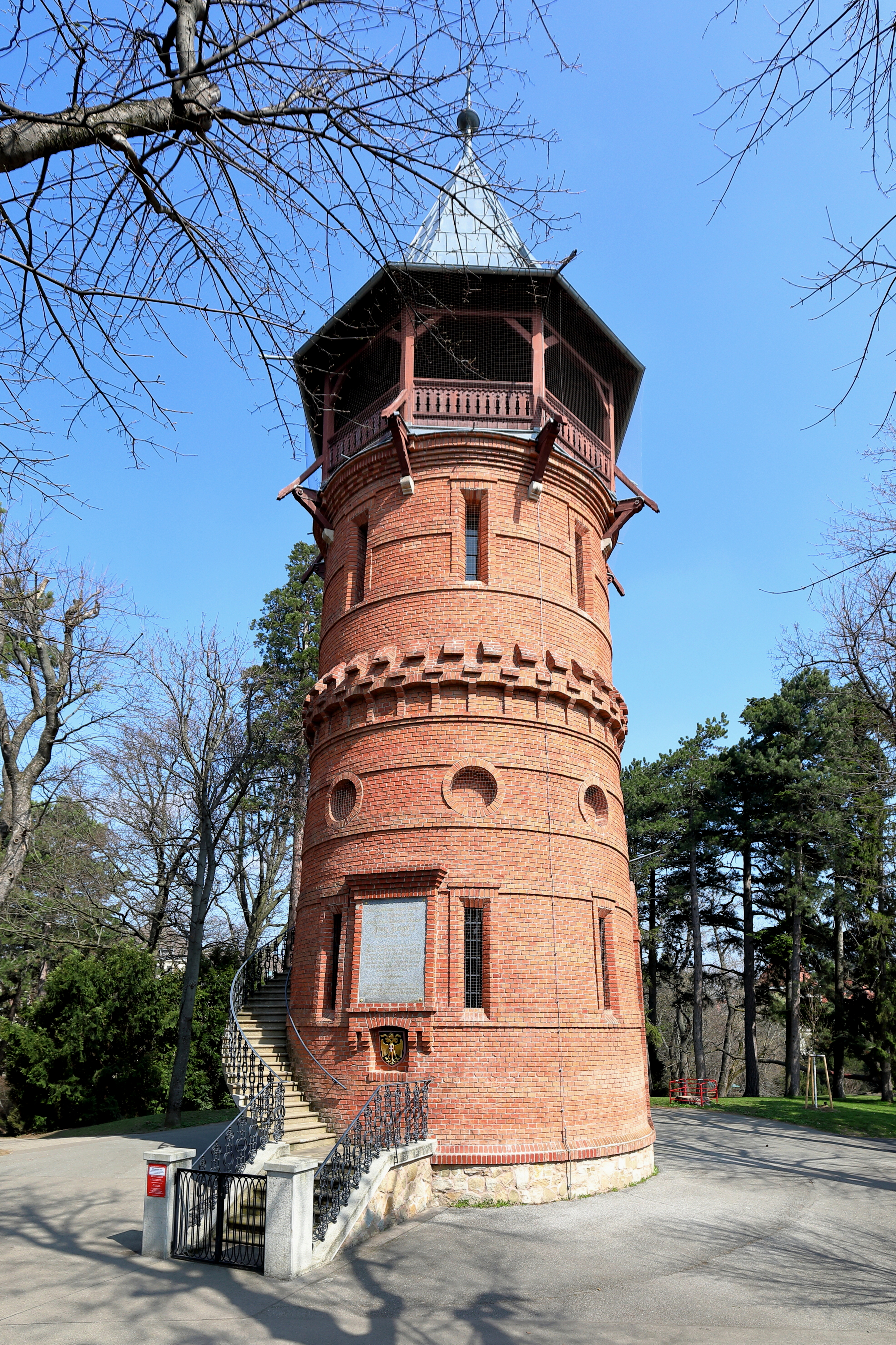
Die Paulinenwarte im Türkenschanzpark

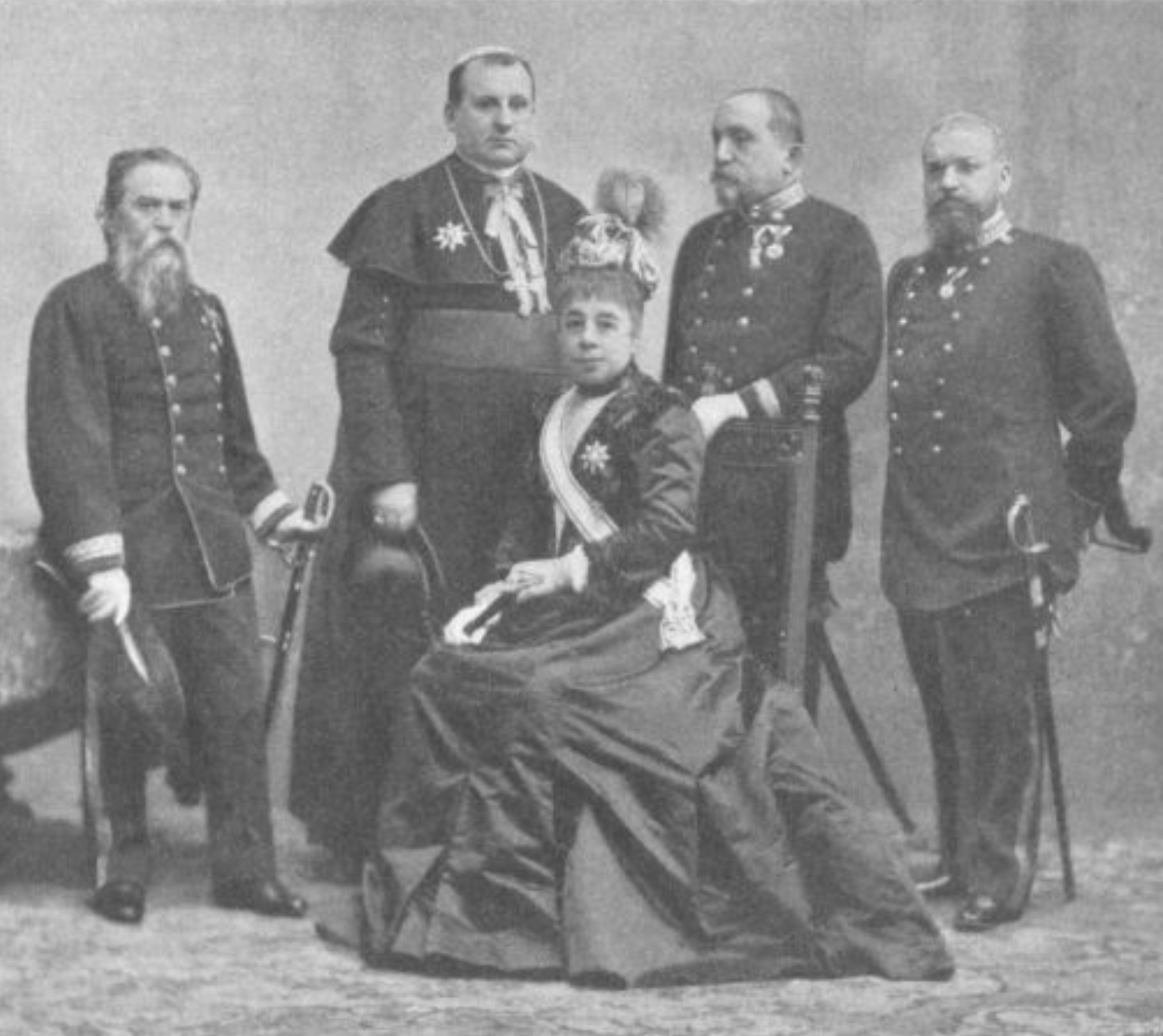
Die leitenden Persönlichkeiten der Poliklinik Wien, 1902.
(v. li n. r.:) August Leopold von Reuss, Weihbischof Godfried Marschall, Pauline von Metternich, Alois Monti, Julius Mauthner

Im Zuge der Erweiterung des Türkenschanzparkes in Währing spendete die Fürstin Pauline Metternich viele exotische Pflanzen und als Zeichen des Dankes erhielt die Aussichtswarte im Jahr 1909 den Namen „Paulinenwarte“. Ebenfalls nach ihr benannt ist die Paulinengasse in Währing. Im Jahr 2016 wurde in Wien-Leopoldstadt (2. Bezirk) die Pauline-Metternich-Promenade nach ihr benannt.
Im Tafelservice berühmter Frauen von Vanessa Bell und Duncan Grant von 1934 ist ihr ein Teller gewidmet.

## Werke
- Feuerwerk. Das Paris Napoleon III. Amalthea Verlag, Wien 1989, ISBN 3-85002-113-0.
- Erinnerungen. Ueberreuter, Wien 1988, ISBN 3-8000-3263-5.